# TFF 1. Lig
TFF 1. Lig är den näst högsta fotbollsserien inom det turkiska ligasystemet. Ligan grundades 2000 då den separerades från TFF 2. Lig, som var den näst högsta divisionen i det turkiska ligasystemet mellan 1963 och 2001.